# Louis Le Brun
Pour les articles homonymes, voir Le Brun.
Pas d'image ? Cliquez ici

a Compétitions nationales et continentales officielles uniquement.

b Matchs officiels uniquement.
Dernière mise à jour le 21 juin 2022.
Louis Le Brun, né le 28 février 2002, est un joueur français de rugby à XV. Il joue au poste de centre ou de demi d'ouverture au Castres olympique en Top 14.

## Biographie

### Carrière en club
Ayant grandi dans le Var, Louis Le Brun commence à jouer au rugby au Racing Club hyérois en 2007, avant de rejoindre le club voisin du Rugby club Hyères Carqueiranne La Crau en 2010.
Il est passé ensuite par le centre de formation du RC Toulon, avant de rejoindre le Castres olympique à l'été 2020,.
Avec le club tarnais, il fait ses premiers pas dans le professionnalisme dès la saison 2020-2021, découvrant le Top 14 le 17 octobre 2020, alors qu'il remplace Geoffrey Palis chez le Stade rochelais, connaissant ensuite deux apparitions en Challenge européen, dont une titularisation contre les Newcastle Falcons,,,.
Gagnant encore en temps de jeu la saison suivante, avec notamment cinq matchs en Champions Cup et une première titularisation en championnat de France, prolongeant son contrat avec le club de Castres, alors vice-champion de France en titre, jusqu'en 2026,.
En début de saison 2022-2023, il profite de l'absence de Benjamín Urdapilleta pour jouer les cinq premières journées de Top 14, quatre en tant que titulaire. Cependant, il se blesse contre le Stade toulousain au Stadium.

### Carrière en sélection
Déjà membre des équipes de France des moins de 18 ans et des moins de 20 ans « développement », il est sélectionné avec les moins de 20 ans en février 2022 pour le Tournoi des Six Nations. Il récupère également le capitanat de la sélection, dès le deuxième match du tournoi contre l'Irlande,,.
En juin 2022, il est appelé pour la première fois en équipe de France senior pour la tournée d'été au Japon, alors que de nombreux cadres récemment vainqueurs du Grand Chelem sont absents,. Quelques mois plus tard, en octobre, il est de nouveau convoqué avec les Bleus, pour préparer la tournée d'automne. Il remplace Romain Buros initialement appelé mais obligé de déclarer forfait à cause d'une blessure à la cuisse,. En janvier 2025, il est convoqué par Fabien Galthié dans un groupe élargi de 42 joueurs pour préparer le Tournoi des Six nations.

## Style de jeu
Polyvalent aux postes des lignes arrières, Louis Le Brun est capable d'évoluer aux postes de demi d'ouverture, centre ou arrière, lui valant le qualificatif d'utility back. Décrit comme un joueur fin techniquement, doté d’un vrai « sens du jeu », il est également très à l'aise dans le rôle de buteur.
Joueur travailleur, se construisant notamment au contact de son illustre oncle Yann Delaigue ou de ses coéquipiers à Castres comme Thomas Combezou ou Benjamín Urdapilleta, il cite comme ses modèles Owen Farrell et Finn Russell.

## Vie privée
Louis Le Brun est le neveu de Yann Delaigue, dont il est proche à l'aube de sa carrière, alors qu'il en imite déjà le parcours,,,.

## Statistiques

### En club
Au 23 octobre 2022, Louis Le Brun compte 16 matchs joués avec le Castres olympique dont 9 et Top 14, 3 en Challenge européen et 4 en Coupe d'Europe, pour 16 points inscrits.
| Saison    | Saison            | Championnat | Championnat | Championnat | Championnat | Championnat | Championnat | Championnat | Coupe d'Europe     | Coupe d'Europe | Coupe d'Europe | Coupe d'Europe | Coupe d'Europe | Coupe d'Europe | Coupe d'Europe |
| Saison    | Saison            | Compétition | M           | Pts         | Ess.        | Pén.        | Tr.         | Dp.         | Compétition        | M              | Pts            | Ess.           | Pén.           | Tr.            | Dp.            |
| --------- | ----------------- | ----------- | ----------- | ----------- | ----------- | ----------- | ----------- | ----------- | ------------------ | -------------- | -------------- | -------------- | -------------- | -------------- | -------------- |
| 2020-2021 | Castres olympique | Top 14      | 1           | -           | -           | -           | -           | -           | Challenge européen | 2              | -              | -              | -              | -              | -              |
| 2021-2022 | Castres olympique | Top 14      | 2           | -           | -           | -           | -           | -           | Coupe d'Europe     | 5              | -              | -              | -              | -              | -              |
| 2022-2023 | Castres olympique | Top 14      | 6           | 16          | -           | 4           | 2           | -           | Champions Cup      | -              | -              | -              | -              | -              | -              |
| Total     | Total             | Top 14      | 9           | 0           | 0           | 4           | 2           | 0           | Coupes d'Europe    | 6              | 0              | 0              | 0              | 0              | 0              |

### Internationales

#### Équipe de France des moins de 20 ans
Louis Le Brun a disputé huit cinq avec l'équipe de France des moins de 20 ans en une saison, prenant part à une édition du Tournoi des Six Nations des moins de 20 ans en 2022. Il n'a pas inscrit de points.

#### XV de France
Louis Le Brun a été convoqué plusieurs fois en équipe de France mais n'a pour l'instant jamais connu sa première cape.

## Palmarès
- Castres olympique
  - Finaliste du Championnat de France en 2022[N 1]